# Gellángumi
A gellángumi (E418) egy élelmiszeripari adalékanyag, melyet a Sphingomonas elodea baktériumfaj, cukor erjesztésével állít elő. 

## Tulajdonságok
A gellángumi egy íztelen, szagtalan, viszkózus, vízben jól oldódó poliszacharid-keverék. Vízben oldva áttetsző gélt alkot.

## Felhasználása
- baktérium-tenyészetes esetén az agaragar helyettesítésére használják. 120 °C-ig felhasználható, így termofób baktériumok tenyésztésekor alkalmazzák. Az ideális táptalaj eléréséhez körülbelül feleannyi gellángumi szükséges mint agaragar, bár ez a mennyiség a táptalaj kationtartalmának függvényében változhat
- élelmiszerek esetén sűrítőanyagként, stabilizátorként, valamint emulgeálószerként alkalmazzák E418 néven. Számos élelmiszerben megtalálható

## Egészségügyi hatások
Napi maximum beviteli mennyisége nincs meghatározva, de igen nagy mennyiségben történő fogyasztás esetén puffadás léphet fel.